# Paepalanthus leiothricoides
Paepalanthus leiothricoides là một loài thực vật có hoa trong họ Eriocaulaceae. Loài này được Silveira mô tả khoa học đầu tiên năm 1928.